# I 100 libri del secolo di le Monde
I 100 libri del secolo sono una selezione dei libri considerati come i cento migliori del XX secolo, compilata nella primavera del 1999 per mezzo di un sondaggio realizzato grazie alla catena di negozi francese Fnac e al quotidiano parigino Le Monde. La lista di titoli acclamati mescola prosa, poesia, teatro, fumetto e saggistica.
A partire da una lista preliminare di 200 titoli creata da librerie e giornalisti, 17 000 francesi votarono per rispondere alla domanda "Quali libri sono rimasti nella vostra memoria?" (« Quels livres sont restés dans votre mémoire ? »). Le prime cinquanta opere citate furono il tema di un saggio di Frédéric Beigbeder, Ultimo inventario prima di liquidazione, in cui l'autore fece notare la natura francocentrica della lista.

## I 100 libri del secolo
| N°  | Titolo                                              | Autore                        | Anno      |
| --- | --------------------------------------------------- | ----------------------------- | --------- |
| 1   | Lo straniero                                        | Albert Camus                  | 1942      |
| 2   | Alla ricerca del tempo perduto                      | Marcel Proust                 | 1927      |
| 3   | Il processo                                         | Franz Kafka                   | 1925      |
| 4   | Il piccolo principe                                 | Antoine de Saint-Exupéry      | 1943      |
| 5   | La condizione umana                                 | André Malraux                 | 1933      |
| 6   | Viaggio al termine della notte                      | Louis-Ferdinand Céline        | 1932      |
| 7   | Furore                                              | John Steinbeck                | 1939      |
| 8   | Per chi suona la campana                            | Ernest Hemingway              | 1940      |
| 9   | Il grande Meaulnes                                  | Alain-Fournier                | 1913      |
| 10  | La schiuma dei giorni                               | Boris Vian                    | 1947      |
| 11  | Il secondo sesso                                    | Simone de Beauvoir            | 1949      |
| 12  | Aspettando Godot                                    | Samuel Beckett                | 1952      |
| 13  | L'essere e il nulla                                 | Jean-Paul Sartre              | 1943      |
| 14  | Il nome della rosa                                  | Umberto Eco                   | 1980      |
| 15  | Arcipelago Gulag                                    | Aleksandr Solženicyn          | 1973      |
| 16  | Paroles                                             | Jacques Prévert               | 1946      |
| 17  | Alcools                                             | Guillaume Apollinaire         | 1913      |
| 18  | Il loto blu                                         | Hergé                         | 1936      |
| 19  | Diario di Anna Frank                                | Anna Frank                    | 1947      |
| 20  | Tristi tropici                                      | Claude Lévi-Strauss           | 1955      |
| 21  | Il mondo nuovo                                      | Aldous Huxley                 | 1932      |
| 22  | 1984                                                | George Orwell                 | 1949      |
| 23  | Asterix il gallico                                  | René Goscinny e Albert Uderzo | 1959      |
| 24  | La cantatrice calva                                 | Eugène Ionesco                | 1952      |
| 25  | Tre saggi sulla teoria sessuale                     | Sigmund Freud                 | 1905      |
| 26  | L'opera al nero                                     | Marguerite Yourcenar          | 1968      |
| 27  | Lolita                                              | Vladimir Nabokov              | 1955      |
| 28  | Ulisse                                              | James Joyce                   | 1922      |
| 29  | Il deserto dei Tartari                              | Dino Buzzati                  | 1940      |
| 30  | I falsari                                           | André Gide                    | 1925      |
| 31  | L'ussaro sul tetto                                  | Jean Giono                    | 1951      |
| 32  | Bella del Signore                                   | Albert Cohen                  | 1968      |
| 33  | Cent'anni di solitudine                             | Gabriel García Márquez        | 1967      |
| 34  | L'urlo e il furore                                  | William Faulkner              | 1929      |
| 35  | Thérèse Desqueyroux                                 | François Mauriac              | 1927      |
| 36  | Zazie nel metró                                     | Raymond Queneau               | 1959      |
| 37  | Sovvertimento dei sensi                             | Stefan Zweig                  | 1927      |
| 38  | Via col vento                                       | Margaret Mitchell             | 1936      |
| 39  | L'amante di Lady Chatterley                         | David Herbert Lawrence        | 1928      |
| 40  | La montagna incantata                               | Thomas Mann                   | 1924      |
| 41  | Bonjour tristesse                                   | Françoise Sagan               | 1954      |
| 42  | Il silenzio del mare                                | Vercors                       | 1942      |
| 43  | La vita, istruzioni per l'uso                       | Georges Perec                 | 1978      |
| 44  | Il mastino dei Baskerville                          | Arthur Conan Doyle            | 1901–1902 |
| 45  | Sotto il sole di Satana                             | Georges Bernanos              | 1926      |
| 46  | Il grande Gatsby                                    | Francis Scott Fitzgerald      | 1925      |
| 47  | Lo scherzo                                          | Milan Kundera                 | 1967      |
| 48  | Il disprezzo                                        | Alberto Moravia               | 1954      |
| 49  | L'assassinio di Roger Ackroyd Dalle nove alle dieci | Agatha Christie               | 1926      |
| 50  | Nadja                                               | André Breton                  | 1928      |
| 51  | Aurélien                                            | Louis Aragon                  | 1944      |
| 52  | Le Soulier de satin                                 | Paul Claudel                  | 1929      |
| 53  | Sei personaggi in cerca d'autore                    | Luigi Pirandello              | 1921      |
| 54  | La resistibile ascesa di Arturo Ui                  | Bertolt Brecht                | 1959      |
| 55  | Venerdì o il limbo del Pacifico                     | Michel Tournier               | 1967      |
| 56  | La guerra dei mondi                                 | H. G. Wells                   | 1898      |
| 57  | Se questo è un uomo                                 | Primo Levi                    | 1947      |
| 58  | Il Signore degli Anelli                             | J. R. R. Tolkien              | 1954–1955 |
| 59  | Viticci                                             | Colette                       | 1908      |
| 60  | Capitale de la douleur                              | Paul Éluard                   | 1926      |
| 61  | Martin Eden                                         | Jack London                   | 1909      |
| 62  | Una ballata del mare salato                         | Hugo Pratt                    | 1967      |
| 63  | Il grado zero della scrittura                       | Roland Barthes                | 1953      |
| 64  | L'onore perduto di Katharina Blum                   | Heinrich Böll                 | 1974      |
| 65  | La riva delle Sirti                                 | Julien Gracq                  | 1951      |
| 66  | Le parole e le cose                                 | Michel Foucault               | 1966      |
| 67  | Sulla strada                                        | Jack Kerouac                  | 1957      |
| 68  | Il viaggio meraviglioso di Nils Holgersson          | Selma Lagerlöf                | 1906–1907 |
| 69  | Una stanza tutta per sé                             | Virginia Woolf                | 1929      |
| 70  | Cronache marziane                                   | Ray Bradbury                  | 1950      |
| 71  | Il rapimento di Lol V. Stein                        | Marguerite Duras              | 1964      |
| 72  | Il verbale                                          | J. M. G. Le Clézio            | 1963      |
| 73  | Tropisme                                            | Nathalie Sarraute             | 1939      |
| 74  | Diario                                              | Jules Renard                  | 1925      |
| 75  | Lord Jim                                            | Joseph Conrad                 | 1900      |
| 76  | Scritti                                             | Jacques Lacan                 | 1966      |
| 77  | Il teatro e il suo doppio                           | Antonin Artaud                | 1938      |
| 78  | Nuova York Manhattan Transfer                       | John Dos Passos               | 1925      |
| 79  | Finzioni                                            | Jorge Luis Borges             | 1944      |
| 80  | Moravagine                                          | Blaise Cendrars               | 1926      |
| 81  | Il generale dell'armata morta                       | Ismail Kadare                 | 1963      |
| 82  | La scelta di Sophie                                 | William Styron                | 1979      |
| 83  | Romancero gitano                                    | Federico García Lorca         | 1928      |
| 84  | Pietro il Lettone                                   | Georges Simenon               | 1931      |
| 85  | Notre Dame des Fleurs                               | Jean Genet                    | 1944      |
| 86  | L'uomo senza qualità                                | Robert Musil                  | 1930–1932 |
| 87  | Fureur et mystère                                   | René Char                     | 1948      |
| 88  | Il giovane Holden                                   | J. D. Salinger                | 1951      |
| 89  | Niente orchidee per Miss Blandish                   | James Hadley Chase            | 1939      |
| 90  | Blake e Mortimer                                    | Edgar P. Jacobs               | 1950      |
| 91  | I quaderni di Malte Laurids Brigge                  | Rainer Maria Rilke            | 1910      |
| 92  | La modificazione                                    | Michel Butor                  | 1957      |
| 93  | Le origini del totalitarismo                        | Hannah Arendt                 | 1951      |
| 94  | Il maestro e Margherita                             | Michail Bulgakov              | 1967      |
| 95  | Crocifissione in Rosa                               | Henry Miller                  | 1949–1960 |
| 96  | Il grande sonno                                     | Raymond Chandler              | 1939      |
| 97  | Amers                                               | Saint-John Perse              | 1957      |
| 98  | Gaston                                              | André Franquin                | 1957      |
| 99  | Sotto il vulcano                                    | Malcolm Lowry                 | 1947      |
| 100 | I figli della mezzanotte                            | Salman Rushdie                | 1981      |